# Palosaari (ö i Finland, Södra Savolax, Nyslott, lat 61,68, long 28,34)
Palosaari är en ö i Finland.   Den ligger i sjön Pihlajavesi och i kommunen Sulkava i den ekonomiska regionen  Nyslotts ekonomiska region  och landskapet Södra Savolax, i den södra delen av landet, 250 km nordost om huvudstaden Helsingfors.